# Palais Douglas
Le palais Douglas (en suédois : Douglaska palatset) est un édifice situé dans la péninsule de Blasieholmen à Stockholm en Suède,

## Présentation
Le palais Douglas est situé au coin de Blasieholmstorg 14 et Arsenalsgatan. Sa construction a commencé selon les plans de Jean de la Vallée mais a été achevée selon les dessins de Nicodème Tessin l'Ancien.
Le bâtiment ne conserve que partiellement sa façade d'origine.
En 1874, la décoration de la façade a été modifiée par l'architecte Johan Fredrik Åbom. 
La façade originale de cinq étages a été conservée, avec un rez-de-chaussée et une mezzanine et deux étages avec des pilastres colossaux en façade, qui soutiennent un étage mansardé.
La division de la façade en rangées de fenêtres est également originale, mais plus fortement articulée par la décoration en plâtre des années 1870.
La façade du rez-de-chaussée présente une structure solide en pierre de taille enduite. Les pilastres et les décorations en plâtre sont gris clair, tandis que le reste de la façade est de couleur jaune pâle.
Nicodème Tessin l'Ancien a également conçu le palais Bååt à Blasieholmen.